# Xerocladia
Xerocladia é um género botânico pertencente à família Fabaceae.